# Száraz november
A Száraz november a Kék Pont Drogkonzultációs Központ és Drogambulancia Alapítvány 2016-ban létrehozott kihívása,  a Merj kevesebbet! kampány által kijelölt szakmai irányba illeszkedik. Minden évben november 1. 7:00-tól november 30. 19:00-ig tart. Célja, hogy felhívja az emberek figyelmét a mértékletesség erényére az alkoholfogyasztással kapcsolatban. Az egy hónapos kihívás során a részt vevők leteszik az alkoholt és az italfogyasztással kapcsolatos szokásaikat értékelik. Célja mértékletesség erényének és az öngondozás gyakorlatának elmélyítése az alkohol iránti sóvárgásban megtalált tanulságok által. Fontos cél a testi és lelki megújulás, az önismeret fokozása, a vágyak megregulázása, valamint az italozás okozta problémák korai felismerése. Annak ajánlott, aki legalább hetente egyszer vagy annál többször iszik és szeretne többet megtudni az alkoholhoz fűződő viszonyáról.
Az ELTE PPK és a Kék Pont Alapítvány munkatársai a szárazsággal való megküzdést vizsgálták a SZN résztvevői között. A legnagyobb nehézség az alkohollal kínálás visszautasítása volt, egy olyan szabadidős kultúrában, ami az alkoholra lett alapozva. A barátok részben segítették az egy hónapos absztinenciát, részben az ivásra próbálták a résztvevőket rábírni. A legtöbb támogatás az online közösségtől érkezett.

## Története
Az angol Sober October mintájára Magyarországon Rácz József pszichiáter, a Kék Pont Alapítvány elnöke vezette be. A kampány irányítója Dávid Ferenc, a Kék Pont Alapítvány Biopolitikai Műhelyének, és a Tilos Rádió 7térítő című műsorának vezetője. A Száraz november 2018 óta működik együtt az ELTE PPK-val, hogy rávilágítson a tudatos és mérsékelt alkoholfogyasztás fontosságára. Szintén ettől az évtől kezdődött a kampány minden évre külön tematizálása is. 
2018 – Nők a pult mögött
A Száraz november kampány első témája a nők alkoholfogyasztása volt. Azért választották ezt, mert a férfiak alkoholfogyasztása régóta része a társadalmi párbeszédnek, még ha nem is sikerült minden esetben túllépni a “mit iszol?” kérdéskörén, a “hogyan nem iszol?” kérdésének irányába, a nőké viszont sokszor még mindig tabu, vagy a férfiak által szabályozni kívánt területek egyikeként jelenik meg. A nők alkoholfogyasztásának és a megküzdési stratégiáiknak a mélyebb megismerése közelebb vihet a kockázati ivás csapdáinak megértéséhez és a mérték megtartás gyakorlatának megismeréséhez.
2019 – Ital a padban
A kampány tematikája a felsőoktatási színtereket jellemző alkoholfogyasztás volt, ez határozta meg az erre a célra készített szakmai háttéranyag gerincét és a sajtóanyagot is ennek a témának a mentén dolgozták ki.
2020 – Józanság járvány idején
A 2020-as kampány a járvány alatti józanság megtartását célozza. Ez azért fontos, mert a járványhelyzet miatti bizonytalanság hatására a kockázati ivók a „karantén depresszió” vagy „karantén fáradtság” tüneteit észlelik magukon, ezért elveszthetik a motivációjukat vagy az önkontrollt az alkoholfogyasztással kapcsolatban. A friss kutatások szerint kettős tendencia figyelhető meg a karantén alatti italozással kapcsolatban: egyrészt megjelent a gyakoribb, de kisebb mennyiségű italozás, ugyanakkor a rohamivás (mint az egyik legsúlyosabb ivásforma) gyakorisága is nőtt. A Száraz November kampánya az öngondoskodás és az egyéni felelősség jelentőségét hangsúlyozta, főleg a kockázati ivók csoportjában.

## Száraz november - Egymás közt
A kampány hatására 2017-ben az alapítványtól függetlenül létrejött egy Facebook-csoport, [mikor?] 1600 taggal. A kihívás résztvevői által formált, egymást segítő online közösség. Célja az egyhónapos alkohol-mellőzés során előjött gondolatok megosztása, problémák kibeszélése, egymás segítése, közösség teremtése akár az online térből kilépve is, az év minden hónapjában. 